# アッ・ラース駅
アッ・ラース駅（الراس / Al Ras）はアラブ首長国連邦ドバイにある、ドバイメトロの駅である。

## 沿革
2011年9月9日に初期区間（イッティサラート - マディーナ・ドバイ・ッタビーヤ間）の開通とともに開業。

## 駅構造
ベニヤス・ロードと103番道路の間にある広場の地下にある相対式ホーム2面2線の地下駅。当駅とアル・グバイバ駅は他の駅とテーマが異なっていて、中東の伝統建造物を模した造りとなっている。

### のりば
案内上ののりば番号は設定されていない。
| ホーム                     | 路線              | 行先                                                             |
| -------------------------- | ----------------- | ---------------------------------------------------------------- |
| イッティサラート方面のりば | ■アフダル線(上り) | アル・イッティハード、イスタード、イッティサラート方面           |
| アル・フール方面のりば     | ■アフダル線(下り) | ブルジュマーン、マディーナ・ドバイ・ッタビーヤ、アル・フール方面 |

## 駅周辺
ドバイ・クリークの入り口付近のアル・ラス地区に位置しており、駅付近にはスパイススークやゴールドスーク、アル・ラス公共図書館がある。

## 隣の駅
ドバイメトロ
■グリーンライン
ナフラト・ディラ駅 (22) - アッ・ラース駅 (23) - アル・グバイバ駅 (24)